# Guaraciaba (Minas Gerais)
Guaraciaba é um município do estado de Minas Gerais, no Brasil. Sua população recenseada em 2022 era de 9 753 habitantes. Possui uma densidade demográfica de 27,98 habitantes por quilômetro quadrado. Tem uma área de 348,596 quilômetros quadrados, suas coordenadas geográficas são: 20° 33` 54`` de Lat. S e 43° 00`12`` Long. W Gr. A cidade faz aniversário em 1 de julho.

## Topônimo
"Guaraciaba" é um termo de origem tupi que significa "lugar do sol", através da junção dos termos kûarasy (sol) e aba (lugar). Em sentido diverso, o escritor José de Alencar diz que "guaraciaba" era o nome que os indígenas davam ao beija-flor, significando, literalmente, "cabelos do sol", através da junção de kûarasy (sol) e aba (cabelo, pelo, pena).
Há uma lenda que afirma que os primeiros exploradores sertanistas da região viram uma mulher indigena loura remando uma canoa no rio. Sendo essa uma das origens do nome.

## História
A região era originalmente povoada pelas populações indígenas. A origem da colonização na região se deu a partir das expedições do sertanista Salvador Fernandes Furtado de Medonça, que descobriu ouro nas proximidades do Rio Bacalhau, em seu encontro com o Rio Piranga, em 1704.
A pequena povoação inicial chamou-se Barra do Bacalhau, em uma alusão geográfica. No local em 1749 começou-se a construção de uma capela primitiva dedicada a Santa Ana, a construção foi finalizada em 1752. Atualmente, no mesmo local se vê a Matriz de Santana. Naquele contexto a região era pertencente a freguesia de Guarapiranga, que por sua vez era subordinada a Mariana.
Na região tentou-se desviar o curso do rio Piranga, no local chamado brecha. Essa obra, que durou de dois a quatro anos, e mobilizou centenas de escravizados africanos, pretendia descobrir um rico filão de ouro em seu leito. A obra, todavia, não foi para frente. Isso porque o capitão-Mor de Mariana faleceu repentinamente, e ninguém mais prosseguiu o projeto.
O nome Guaraciaba aparece pela primeira vez em 1884. A Barra do Bacalhau teve o seu nome alterado para Santana de Guaraciaba. O povoado já fez parte de Mariana, Piranga, Santa Rita do Turvo (atual Viçosa) e Ponte Nova. Somente em 27 de dezembro de 1948, com a lei nº 336, que Guaraciaba, até então distrito de Piranga, foi elevado a município.

## Economia
Guaraciaba é conhecida pela sua produção de cachaça a nível artesanal e industrial. A principal fábrica produtora é a Cachaçaria Guaraciaba, que é responsável por uma produção média de 400.000 a 600.000 litros de cachaça por ano. As aguardentes da região são premiadas internacionalmente.